# Józef Mikulski
Józef Stanisław Mikulski (ur. 11 marca 1907 w Krakowie, zm. 3 grudnia 1990 w Toruniu) – polski hydrobiolog, ekolog i paleolimnolog specjalizujący się w wioślarkach (Cladocera) i jętkach (Ephemeroptera). Jeden z pionierów polskiej paleolimnologii i jeden z najwybitniejszych polskich ekologów.

## Aktywność naukowa
Syn Antoniego i Otylii z Heskich. Jego ojciec był początkowo nauczycielem, a po uzyskaniu doktoratu, dyrektorem Seminariów Nauczycielskich w Białej Małopolskiej i w Krakowie. Szkołę powszechną ukończył w Białej i tam w 1917 r. rozpoczął naukę w Gimnazjum Realnym im. T. Kościuszki. Po przeniesieniu się do rodziców do Krakowa kontynuował naukę w Państwowym Gimnazjum im. H. Sienkiewicza, gdzie w 1925 r. otrzymał świadectwo dojrzałości. W tym samym roku zapisał się na Wydział Filozoficzny Uniwersytetu Jagiellońskiego i podjął studia biologiczne, kierując swe zainteresowania w stronę nauk zoologicznych. Już w 1927 r., a zatem w bardzo wczesnym okresie studiów, staje się pracownikiem Katedry Zoologii UJ, kierowanej przez prof. Michała Siedleckiego. W 1930 r. uzyskał stopień doktora filozofii z zakresu zoologii, a w 1932 r., wierny rodzinnym tradycjom, kwalifikacje nauczyciela szkół średnich. W latach 1930 i 1932 podejmuje wyjazdy do Francji i Włoch, studiując biologię morza w Stacji Morskiej w Roscoff i Instytucie Oceanograficznym w Messynie oraz czynnie uczestnicząc w Międzynarodowym Kongresie Zoologicznym w Padwie. W latach 1934–1935, jako stypendysta Fundacji Kościuszkowskiej i Polskiej Fundacji Kulturalnej, odbył staż naukowy w zakresie ekologii zwierząt na Uniwersytecie Illinois w USA, pod kierunkiem prof. Victora E. Shelforda. Owocem studiów w Ameryce była m.in. jedna z pierwszych polskich książek poświęconych ekologii – „Z zagadnień ekologii zwierząt”, wydana przez Książnicę Lwowską w 1938 r. W tym również roku dr Józef Stanisław Mikulski habilitował się i uzyskał stanowisko docenta UJ. Posiadał już dorobek naukowy obejmujący ponad 30 specjalistycznych prac dotyczących ekologii różnych grup zwierząt: płazów, jętek, sieciarek. Prace te dotyczyły także badań mórz i oceanów, obszarów arktycznych oraz problemów ochrony przyrody, jak też były to tłumaczenia poszukiwanych podręczników.
Błyskotliwą karierę; naukową i dydaktyczną młodego docenta UJ brutalnie przerwała osławiona „Sonderaktion Krakau”. Wraz z plejadą wybitnych uczonych trafia do Wrocławia, następnie do obozów Sachsenhausen i Dachau. Po zwolnieniu i ciężkiej chorobie, jeszcze w 1941 r. podejmuje pracę w Stacji Ochrony Roślin. W latach 1943–1944 włączył się w tajne nauczanie na konspiracyjnym Wydziale Rolnym i Farmaceutycznym UJ. W 1946 r. zorganizował Katedrę Zoologii, wykładał na Wydziale Rolnym i tworzy Pracownię Zoologiczno-Entomologiczną UJ.
W 1947 r. przeniósł się do Torunia, aby zasiliċ kadrowo tworzący się Uniwersytet Mikołaja Kopernika. Zostaje mianowany profesorem nadzwyczajnym i obejmuje kierownictwo pierwszej w Europie Katedry Ochrony Przyrody i Ekologii na organizowanym przez siebie Wydziale Matematyczno-Przyrodniczym. Nazwa katedry odzwierciedla podstawową ideę naukową Profesora: łączenie teorii ekologicznych z praktyką ochrony przyrody. Tej idei pozostał wierny do końca swoich dni. Służył jej jako naukowiec, nauczyciel akademicki, organizator i działacz społeczny. W każdej dziedzinie swej działalności Profesor posiada godne naśladowania, pionierskie osiągnięcia. Jego dorobek naukowy obejmuje ponad 80 oryginalnych rozpraw, artykułów i podręczników. Z Jego inicjatywy i pod Jego kierownictwem podjęto pierwsze w północnej Polsce zespołowe, kompleksowe badania hydrobiologiczne. To u Mikulskiego uczyli się tej trudnej sztuki profesorowie uczelni Gdańska, Olsztyna, Szczecina, Torunia i Warszawy. Wykłady i seminaria z zakresu ekologii, zoogeografii, hydrobiologii i biologii morza, cieszące się zawsze olbrzymim wzięciem u studentów, prowadził Profesor, bazując na wynikach własnych badań, posługując się napisanymi przez siebie podręcznikami, skryptami i kluczami do oznaczania fauny. Jego nieprzeciętna erudycja i wszechstronność zjednywały rzesze chętnych słuchaczy, których zarażał swoją pasją poznawania tajników przyrody. Wypromował niemal stu magistrów i kilkudziesięciu doktorów. Kilkunastu z nich uzyskało najwyższe tytuły naukowe.
Profesor był członkiem wielu krajowych i zagranicznych organizacji naukowych. W Polskim Towarzystwie Hydrobiologicznym przez kilka kadencji pełnił funkcję prezesa Zarządu Głównego, był Członkiem Honorowym i Honorowym Prezesem. Uczestniczył w niemal wszystkich powojennych kongresach SIL-u, reprezentując jednocześnie Polskę we władzach tego międzynarodowego stowarzyszenia. Był członkiem Państwowej Rady Ochrony Przyrody i działał w LOP, uzyskując w 1973 r. członkostwo honorowe. Był także członkiem Komitetu Ekologicznego oraz Hydrobiologicznego PAN, członkiem Rad Naukowych Instytutu Rybactwa Śródlądowego, Instytutu Biologii Doświadczalnej im. M. Nenckiego, Instytutu Ochrony Roślin, Instytutu Ekologii PAN, a także Zakładu Biologii Wód PAN. W 1961 r. uzyskał tytuł profesora zwyczajnego. W 1962 r. jako stypendysta Fundacji Rockefellera zapoznał się z instytucjami naukowymi USA. W 1965 r. był jednym z głównych organizatorów Międzynarodowego Kongresu Limnologów (SIL) w Polsce.
Dwukrotnie pełnił funkcję, dziekana Wydziału Biologii i Nauk o Ziemi, a w latach 1965-1972 – funkcję prorektora UMK. Z jego inicjatywy i w wyniku Jego wysiłków organizacyjnych powstała w 1959 r. Stacja Limnologiczna UMK w Iławie, przez którą przewinęły się setki studentów, szkolących się na zorganizowanych przez Profesora kursach limnologii w ramach tzw. kursopraktyk.
Za swą działalność był wyróżniany wysokimi odznaczeniami, m.in. Krzyżem Oficerskim i Kawalerskim Orderu Odrodzenia Polski, Medalem Komisji Edukacji Narodowej, Złotą Honorową Odznaką LOP. Był laureatem Nagrody I stopnia Ministra Szkolnictwa Wyższego.

## Członkostwo
- PTH – Polskie Towarzystwo Hydrobiologiczne – od 1959, członek założyciel, członkostwo honorowe od 1983, Prezes Honorowy od 1983
- SIL – Societas Internationalis Limnologiae

## Nagrody i odznaczenia
- członkostwo honorowe i honorowy prezes – Polskie Towarzystwo Hydrobiologiczne (1983)
- członkostwo honorowe – Ligi Ochrony Przyrody
- nagroda I stopnia Ministra Szkolnictwa Wyższego
- Krzyż Kawalerski Orderu Odrodzenia Polski
- Krzyż Oficerski Orderu Odrodzenia Polski
- Medal Komisji Edukacji Narodowej
- Złota Honorowa Odznaka Ligi Ochrony Przyrody